# 徐国
徐国，是西周、春秋时代的诸侯国之一，国君为嬴姓。又稱徐戎，亦稱徐夷或徐方，為東夷集團之一。夏代至周代，分布在今山东郯城一带。在周穆王时期，才肯臣服于周朝。周初，以今安徽泗县、江苏泗洪一帶為中心，建立徐國，在東夷中最為強大，春秋時為楚國所敗，前512年為吳國所消滅。

## 起源
《元和姓纂》及《通志.氏族略》記載，徐氏為顓頊（Zhuānxū），大業的後代。禹時封伯益之子若木於徐國。

## 地理位置
徐国的区域最早在山东郯城附近，后迁移到泗县、泗洪。
徐偃王时最为强盛，疆域扩张到整个淮南和淮北广大地区。

## 历史

### 夏商
夏朝禹时，伯益因为辅佐禹治水有功，他的儿子若木受封于「徐」（今山东郯城地区），建立了徐国。
后来，在夏朝、商朝、西周三代，徐国一直是强大的诸侯国之一。

### 西周
周穆王時，曾派兵討伐徐國，想要令他臣服，沒有成功。到春秋時期，徐偃王時，向他朝者的國家有32國（《韓非子》作36國）。
周公旦时期，到周成王、周康王时期，西周和徐的战争非常频繁。徐国参加以武庚为首的商朝残余贵族针对周朝叛乱，对抗周公的东征。徐驹王起兵直接攻打周朝一直到黄河边，徐人自豪于“先君驹王西讨济于河”。
周公旦的儿子魯公伯禽的鲁国经常和徐国发生磨擦。
周穆王统治时期，贤能的徐偃王在位，大行仁义，得到百姓拥护。在这一时期，有32个徐国的邻国向徐朝贡。国力强盛了之后，徐偃王大举进攻周朝首都，差点获胜。周穆王打败徐国以后，徐偃王于彭城（今江苏徐州）一带山林隐居。于是，周穆王封他的子孙为徐子，继续统治徐国。
在此之后，徐国有了数百年的太平时期。

### 春秋
公元前512年（吴王阖闾三年）夏天的时候，吴国派出使臣，责令徐国和钟吾国交出吳國领兵在外的公子掩余和烛庸。二国依仗有强大的楚国作后台，拒不从命，并私自放走二公子，让他们去楚国。楚昭王很高兴，立即派出重要官员隆重迎接，并让他们在「养地」（今河南沈丘县）暂住。接着，又命令莠尹然、左司马沈尹戍重修养城，把养城东北边的城父、东南边的胡田两块地方封给二公子，企图利用二公子危害吴国。
这给了吴王出兵的借口。前512年冬天，吴王派孙武、伍子胥讨伐徐国和钟吾国。

### 灭亡
徐国因为「二公子事件」，被吴国侵略，由于其军队不堪一击，结果被吴灭。
其实，也可以说是楚国和吳國不斷蠶食他们的屬國，所以灭亡。

### 灭亡之后
徐国亡国之后，國人以原國名「徐」為氏，是徐姓的起源之一。江西靖安被认为是徐国最后的家园

### 统计
《韩非子·五蠹》载：“徐偃王处汉东，地方五百里，行仁义。割地而朝者三十有六国。”

## 徐国青铜器

### 铭文中的相关记载
- 西周青铜器上金文中几次提到周朝伐淮夷孚吉金。“孚”的意思是：获取、掠夺。“吉金”代表优良的青铜器。而徐国为淮夷部族中最大的、具有代表性的国家。

- 「曾伯粟簋」铭文载：克逖淮夷，印燮繁汤（阳），金道锡行。意思是说：「在那个时期，(安徽)繁阳南边的淮夷地区盛产铜、锡这两种金属。」

- 《兮甲盘》铭载西周「关市之征」之后，对南方诸侯百姓的规定：淮夷旧我帛晦（贿）人，毋敢不出帛、其积、其进人。……敢不用令（命令），则即刑戴（扑）伐。意思是：「淮夷必须向周王朝交纳吉金和财物，以及提供劳动力，否则就要讨伐」。

- 周穆王时期，有十五器上的铭文有和淮夷，特别是徐国有关的战争记录。

- 《诗经·鲁颂·泮水》记载了鲁僖公征淮夷，建造「泮宫」宴请群臣的情况。结尾是：憬彼淮夷，来献其琛（珍宝）。元（大）龟象齿，大赂（进献）南金（质优的青铜器制品）。

- 徐国经济发达，对周朝提供了非常多的赋税。因此，征东夷、征东国变成了西周成立后的主要战争。这些，在西周初期许多青铜器铭文上都能找到记录。

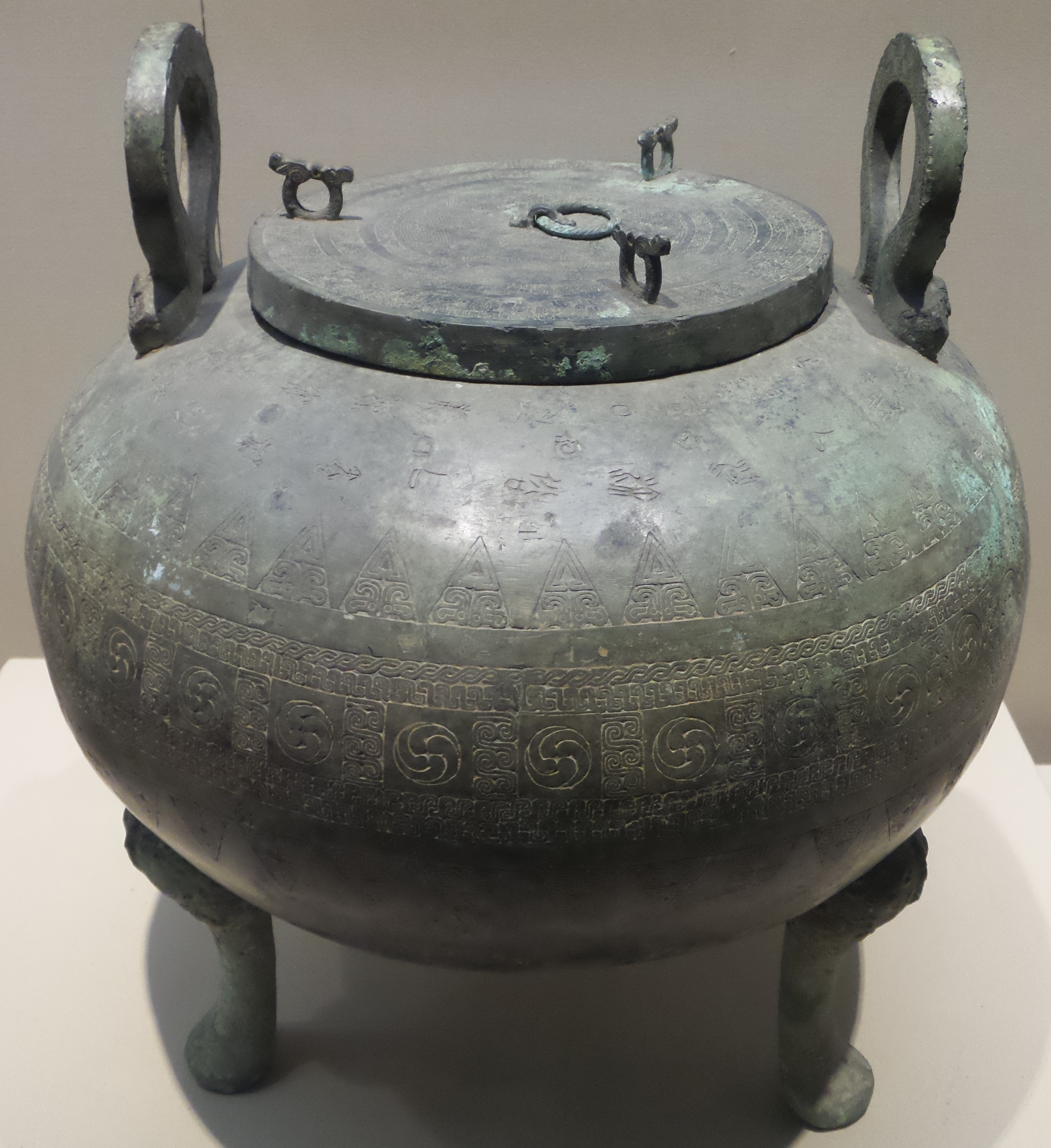
徐肴尹汤鼎，1982年绍兴306号墓出土。浙江省博物馆藏品。铭文44字，记载徐肴尹䖜祭祀祖先神灵，牢记亡国之耻，图复国称王。

- 徐国的出土青铜器非常多。其中，在20世纪50年代之前，有二十四件。比如：
  1. 徐王鼎
  2. 吮儿钟
  3. 徐髂尹钲
  4. 义楚钟
  5. 徐王义楚铺
  6. 王孙遗者钟
  7. 徐王庚儿钟（以上都有铭文，以下都没有）
  8. 商朝时期「徐伯鬲」
  9. 徐偃侯旨铭（这个和以下都是周朝时期的）
  10. 徐偃王壶
  11. 豆形兽尊仪
  12. 徐宝蕴
  13. 大徐王寿铭
  14. 徐冠卑
  15. 「环头大刀」的刀头。

- 这些多是春秋时期的产物。但是，徐国的鼎盛期是西周。那时候的徐器多已散失，目前没有出土。

- 1965年，山东费县上冶镇台子沟村出土“徐子氽鼎”。

- 1979年江西省靖安县出土了三件青铜器。这些都是徐国的产物，其一件铭文：雁君之孙徐令尹者旨型，择其吉金，自作炉盘。炉盆为火盘，雁同偃（通假字）。

- 1982年，绍兴发掘出一座春秋时期的坟墓，出土了六件青铜器。其中，三件有铭文。这三件分别是：鼎、炉、缶。缶肩部有周代铭文，但是因残损，没有办法分辨。炉底部的三行铭文中带有徐王之三个字。鼎的盖与器肩都有相同的铭文，都是44字。其中标明了徐肴尹自作汤鼎。肴尹是商朝、徐国、楚国的祭祀官员。铭文记载徐肴尹䖜（yín）祭祀祖先神灵，牢记亡国之耻，图复国称王。

### 徐国青铜器的意义
对于青铜器，历来有蚩尤作兵之传说。而东夷部落为若木后裔，徐国青铜器制作应该处于领先的地位，也起到承前启后的作用。
徐国青铜器有着明显的商器特征。举个例子：商器没有钟，但是有铎。他们的形状相同。区别是：铎比钟小，口朝上。并且有柄，执柄而敲鸣。它的铭文通常刻在柄上。
西周时期才出现了口向下的钟。徐器徐髂尹征就是铎。在浙江绍兴，曾经出土越国青铜器句镏，可以看出来它在很多方面受徐器影响。
徐器同样吸取了西周青铜器制作的技术。因为徐国在一定程度上学习西周的礼制和文明。安徽屯溪、江苏丹徒曾经出土春秋战国时期的徐国青铜器，与同时期的南方青铜器有非常不同的风格。它们都带有棘刺类密集的变形动物纹，而且具有几何印纹、陶纹特点的细密花纹，这些都是西周青铜器的显著特征。
所以说，徐器的过渡作用难以否定。

## 史书杂记
- 徐在西周为东夷集团中最大的国家。
- 《韩非子》中记载：地域五百里。
- 《诗经·大雅·常武》篇：率彼淮浦，省此徐土。
- 徐国在淮夷，地处江淮河网交错，航运事业占着优势。
- 徐偃王曾经「穆王时徐子治国，仁义著闻，欲舟行上国，乃导沟陈蔡之间……」。
- 徐国是淮夷中的大国，由海岱区南下，在苏皖交界处立下根基，影响日炽。传说西周早期徐驹王帅师伐周，穆王之世又有徐偃王陆地而朝者三十有六国，并率师伐周的传说
- 伯禽在鲁时，曾不断征讨徐国。《史记·鲁世家》记载：伯禽率师伐之，作《费誓》，遂平徐戎，定鲁。《诗经·阕宫》篇有：鲁侯之功，……遂荒徐宅。「荒」的意思是占有。

## 徐國君主

### 受封之前的世系
1. 少典
2. 黃帝
3. 昌意
4. 颛顼
5. 女修
6. 大业
7. 伯益 舜赐嬴姓

### 受封之後
- 若木：夏氏封之於徐
- 徐駒王，名字不詳，在位時徐國處於強盛期。商志醰認為即銘文的「徐句君」
- 徐句君（左句右貢），西周早期後段人。[6]
- 徐王次又，徐句君後代。[6]
- 徐偃王
- 徐王𠂔又（𠂔，音同姊），約與魯昭公同時。[7]
- 徐王子旋（疋改同），春秋晚期人。[7]
- 徐王旨後，曹錦炎認為即《左傳·昭公四年》記載的徐國君主。[7]
- 徐王季糧，約在魯僖公至魯文公時期。[6]
- 徐王庚，約在魯宣公至魯成公時期。[6]
- 義楚
- 章禹